# Lawrence Olum
Lawrence Olum (Nairobi, 10 luglio 1984) è un allenatore di calcio ed ex calciatore keniota, di ruolo centrocampista, tecnico del St. Charles.

## Palmarès

### Club

#### Competizioni nazionali
- United Soccer Leagues Professional Division: 1

Orlando City: 2011